# Луї Ніколя Воклен
Луї Ніколя Воклен (фр. Louis-Nicolas Vauquelin; 16 травня 1763, Сент-Андре-д'Еберто, Нормандія — 14 листопада 1829, там само) — французький хімік та аптекар.

## Біографія
- 1793/94 Наглядач аптеки військового госпіталю в Мелуні
- 1794 Професор хімії у гірничій школі
- ???? Керівник пробірної інспекції
- 1801 Професор французького коледжу (College de France)
- 1803 Керівник створеної школи фармації
- 1804 наступник професора хімії Александра Бродіньяра у Jardin des Plantes в Парижі
- 1811 Професор хімії медичного факультету університету Парижа
- 1828 Депутат від департаменту Кальвадос.

З 1791 член Паризької Академії наук.

## Роботи
У 1797 відкрив у сибірській червоній свинцевій руді новий елемент — хром і у 1798 його отримав у вільному стані. У 1798 виявив у мінералі берилі оксид раніше невідомого металу — берилію. У 1799 опублікував один з перших посібників з хімічного аналізу. Багато займався дослідженням речовин рослинного і тваринного походження, з яких виділив ряд хімічних сполук.

## Публікації
- Instruction sur la combustion de vegetaux, 1794 (Дослідження тютюну)
- Manuel de l'essayeur, Tour 1799 та 1812
- Dictionnaire de chimie et de metallurgie, 1815
- These sur le oprations chimiques et pharmaceutiques, 1820